# Sokotindji
Sokotindji är ett arrondissement i kommunen Ségbana i Benin. Den hade 9 493 invånare år 2002.